# 888 7th Avenue
888 7th Avenue è un grattacielo di New York situato nel quartiere di Midtown Manhattan. È sede dell'agenzia Vornado Realty Trust.

## Descrizione
Alto 191 metri e completato nel 1971 è l'ottantanovesimo edificio più alto della città. Sviluppato dallo studio Emery Roth & Sons ha ricevuto nel 2006 una certificazione oro Leed. Nel 2005 la Fordham University ha affittato il settimo e ottavo piano per ospitare alcuni suoi uffici.